# مدرسة المياه
مدرسة المياه (بالإنجليزية: Waterschool)‏ هو فيلم وثائقي صدر في عام 2018، من إخراج تيفاني هسو وإنتاج مؤسسة سواروفسكي. يتابع الفيلم تجارب ستة طالبات شابات يعيشن على طول ستة من أهم أنهار العالم: الأمازون، النيل، المسيسيبي، الدانوب، الغانج، واليانغتسي. يُظهر الفيلم برنامج المدرسة المائية، وهو مبادرة لتعليم البيئة تهدف إلى تمكين الشباب ليصبحوا حراسًا للمياه ويحموا مجتمعاتهم ومنازلهم من قضايا تتعلق بالمياه. عُرض الفيلم لأول مرة في مهرجان صاندانس السينمائي وعُرض أيضًا في منتدى الاقتصاد العالمي في دافوس، وكذلك في مهرجانات هونغ كونغ وكان. حصل الفيلم على تقييمات إيجابية من النقاد والجمهور، الذين أثنوا على تصويره الحيوي والمؤثر للتحديات والفرص التي تواجه الفتيات ومجتمعاتهن.

## ملخص
تم تقسيم الفيلم إلى ستة أجزاء، يركز كل منها على أحد الأنهار وإحدى الفتيات. وهذه هي الأجزاء.
- أنا أمازون، وهي فتاة تبلغ من العمر 12 عامًا من البرازيل، تعيش في قرية نائية بالقرب من نهر الأمازون. تتعلم عن أهمية الحفاظ على غابات الأمازون وتنوع الكائنات الحية في النهر. كما تشارك في تبادل ثقافي مع مجموعة من الطلاب الأصليين، الذين يعلمونها عن تقاليدهم وقيمهم.
- نادا النيل، وهي فتاة تبلغ من العمر 13 عامًا من أوغندا، تعيش بالقرب من نهر النيل، حيث تشكل ندرة المياه وتلوثها مشكلتين رئيسيتين. تتعلم عن أسباب وآثار تلوث المياه وكيفية تنقيتها باستخدام طرق بسيطة. كما تنضم إلى مجموعة نسائية محلية تدعو إلى تحسين الصرف الصحي والنظافة في مجتمعها.
- سيج المسيسيبي، وهي فتاة تبلغ من العمر 14 عامًا من الولايات المتحدة، تعيش في نيو أورليانز، مدينة تضررت بشدة جراء إعصار كاترينا في عام 2005. تتعلم عن تأثير تغير المناخ وارتفاع مستوى سطح البحر على المناطق الساحلية والأراضي المنخفضة. كما تتطوع في مركز لإعادة تأهيل الحياة البرية، حيث تساعد في رعاية الحيوانات المصابة.
- ريدا الدانوب، وهي فتاة تبلغ من العمر 15 عامًا من رومانيا، تعيش في بلدة بالقرب من نهر الدانوب، حيث يهدد النفايات الصناعية وتلوث البلاستيك النظام البيئي. تتعلم عن مصادر وحلول النفايات البلاستيكية وكيفية تقليل استهلاكها الخاص بالبلاستيك. كما تنضم إلى حملة لتنظيف النهر، حيث تجمع وتعيد تدوير زجاجات البلاستيك.
- مانجوت الغانج، وهي فتاة تبلغ من العمر 16 عامًا من الهند، تعيش في مدينة بالقرب من نهر الغانج، حيث يتشابك الطقوس الدينية والممارسات الثقافية مع الماء. تتعلم عن قداسة وتلوث النهر وكيفية تحقيق التوازن بين إيمانها ووعيها البيئي. كما تزور مدرسة للفتيات، حيث تتعلم عن أهمية التعليم والتمكين.
- يي اليانغتسي، وهي فتاة تبلغ من العمر 17 عامًا من الصين، تعيش في مدينة حديثة بالقرب من نهر اليانغتسي، حيث تعد التحضر السريع والتنمية الاقتصادية يغيران المناظر الطبيعية. تتعلم عن تاريخ ومستقبل النهر وكيفية التأقلم مع التغيرات والتحديات. كما تشارك في مشروع ابتكار اجتماعي، حيث تصمم جهازًا لتوفير المياه لمجتمعها.

## الإنتاج
الفيلم، الذي أنتجته مؤسسة سواروفسكي، يوثق تأثير برنامجها المدرسي للمياه، الذي تم إطلاقه في عام 2010 بالتعاون مع الأمم المتحدة. يوفر هذه المبادرة تعليماً حول المياه لأكثر من 500،000 طالب في 2،400 مدرسة عبر 20 دولة، لمواجهة أزمة المياه العالمية. يوثق الفيلم، الذي أخرجته تيفاني هسو، خريجة جامعة كاليفورنيا، صمود الفتيات في ست دول على مدى سنتين. يتم تحريره بواسطة جينيفر تيكسيرا، ويضم ستة حكايات بالبرتغالية، والإنجليزية، والرومانية، والهندية، والصينية المندرين، والسواحلية، متجاوزًا حواجز اللغة. تضمن التصوير الأصلي لغينجر شانكار عناصر ثقافية متنوعة، مما يخلق حوارًا موسيقيًا مع المجتمعات.

## الإصدار
تم عرض الفيلم لأول مرة في مهرجان صاندانس للأفلام في 23 يناير 2018، ضمن برنامج "المناخ الجديد" الذي يركز على القضايا البيئية. حاز الفيلم على إشادة كبيرة لتصويره السينمائي وسرده ورسالته، مما جعله يفوز بجائزة الجمهور لأفضل فيلم وثائقي في مهرجان بنتونفيل السينمائي. تم عرضه أيضًا في منتدى الاقتصاد العالمي في دافوس في يوم المياه، حيث قدمت نادجا سواروفسكي الفيلم، مما أدى إلى مناقشة لوحة مع تيفاني هسو وغينجر شانكار، بالإضافة إلى الفتيات من الفيلم. تم عرضه عالميًا، بما في ذلك في مهرجان هونغ كونغ السينمائي الدولي، وأسبوع السينما الإيجابية في مهرجان كان السينمائي، ومهرجانات مثل السلام العالمي، وميل فالي، وهارتلاند، وجمعية الأمم المتحدة. تم إصداره على نيتفليكس في 9 يوليو 2018، ووصل إلى جمهور واسع يزيد عن 130 مليون مشترك، ويمكن الوصول إليه أيضًا على موقع ويب المدرسة المائية للتعليم والدعم.

## وصلات خارجية
مدرسة المياه  على قاعدة بيانات الأفلام على الإنترنت (بالإنجليزية). 
1. ↑  قاعدة بيانات الفيلم (باللغات المتعددة), QID:Q20828898